# Vochysia emarginata
Vochysia emarginata är en tvåhjärtbladig växtart som beskrevs av Vahl och Jean Louis Marie Poiret. Vochysia emarginata ingår i släktet Vochysia och familjen Vochysiaceae. Inga underarter finns listade i Catalogue of Life.